# اهه کیرشن
اهه کیرشن (به آلمانی: Ehekirchen) یک شهر در آلمان است که در بایرن واقع شده‌است.

## خصوصیات
اهه کیرشن ۶۲٫۷۹ کیلومترمربع مساحت دارد ۳۸۰-۵۰۷ متر بالاتر از سطح دریا واقع شده‌است.